# Xaxado

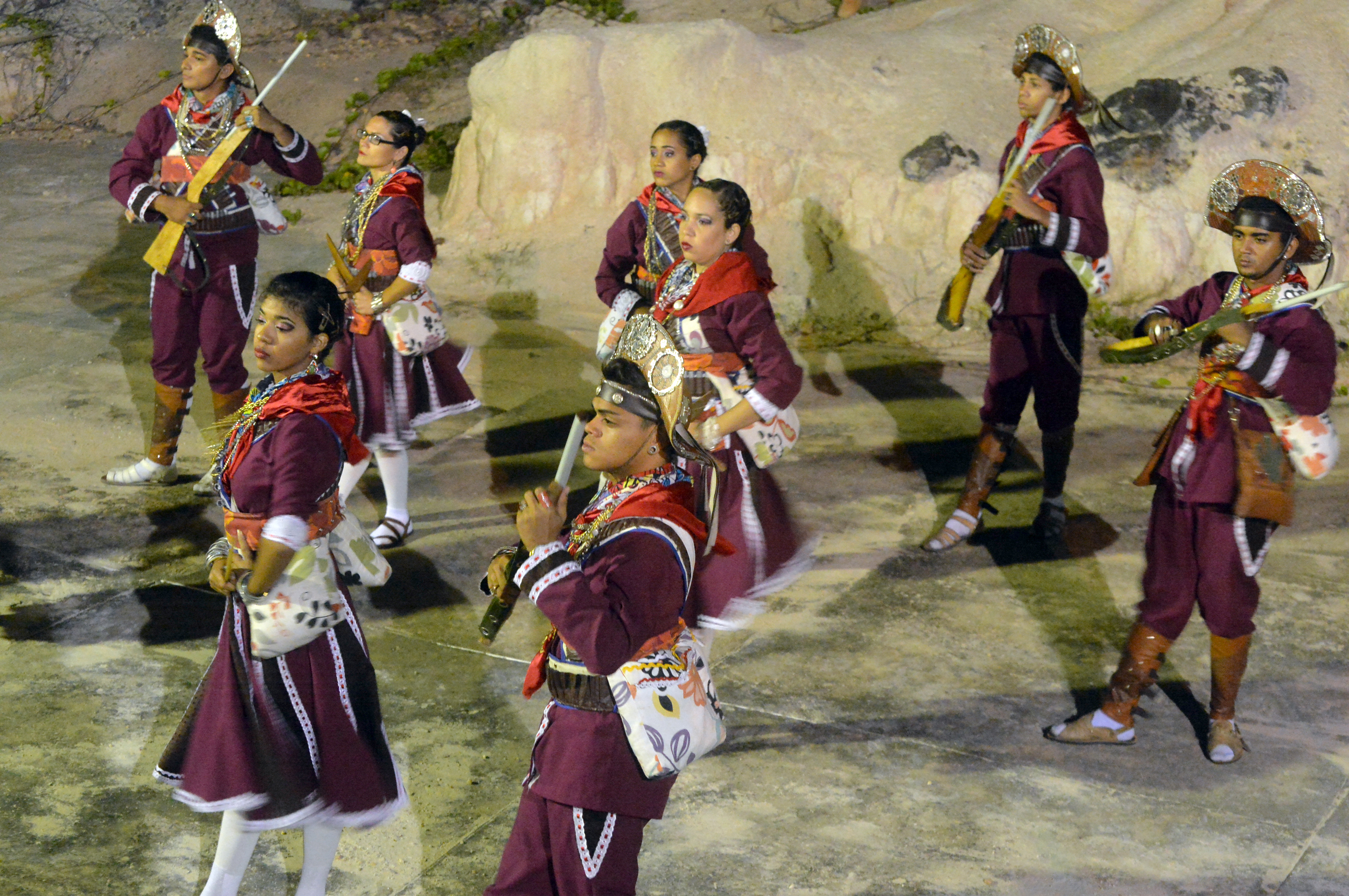
Présentation d'un groupe de danse Xaxado.

Le Xaxado est un rythme et une danse populaire créés dans le sertão de l'État du Pernambouc (Brésil), très pratiquée à l'époque par les cangaceiros de la région pour la commémoration de victoires de batailles, et actuellement pratiquée par la population locale comme danse traditionnelle.
Le nom vient du bruit des sandales typiques des cangaceiros contre le sable de la région au moment de la danse.